# راشل گوپتا
راشل گوپتا (انگلیسی: Rachel Gupta؛ زاده ۲۴ ژانویه ۲۰۰۴) مدل و ملکه زیبایی اهل هند است او برنده مسابقه دوشیزه گرند اینترنشنال ۲۰۲۴ بود.